# Bois de piment
Geniostoma borbonicum
Espèce
Classification phylogénétique
Le bois de piment (Geniostoma borbonicum) est une espèce de plantes à fleurs de la famille des Loganiaceae. C'est un arbuste des forêts humides endémique des Mascareignes. Il doit son nom à ses fruits qui ressemblent à des piments.

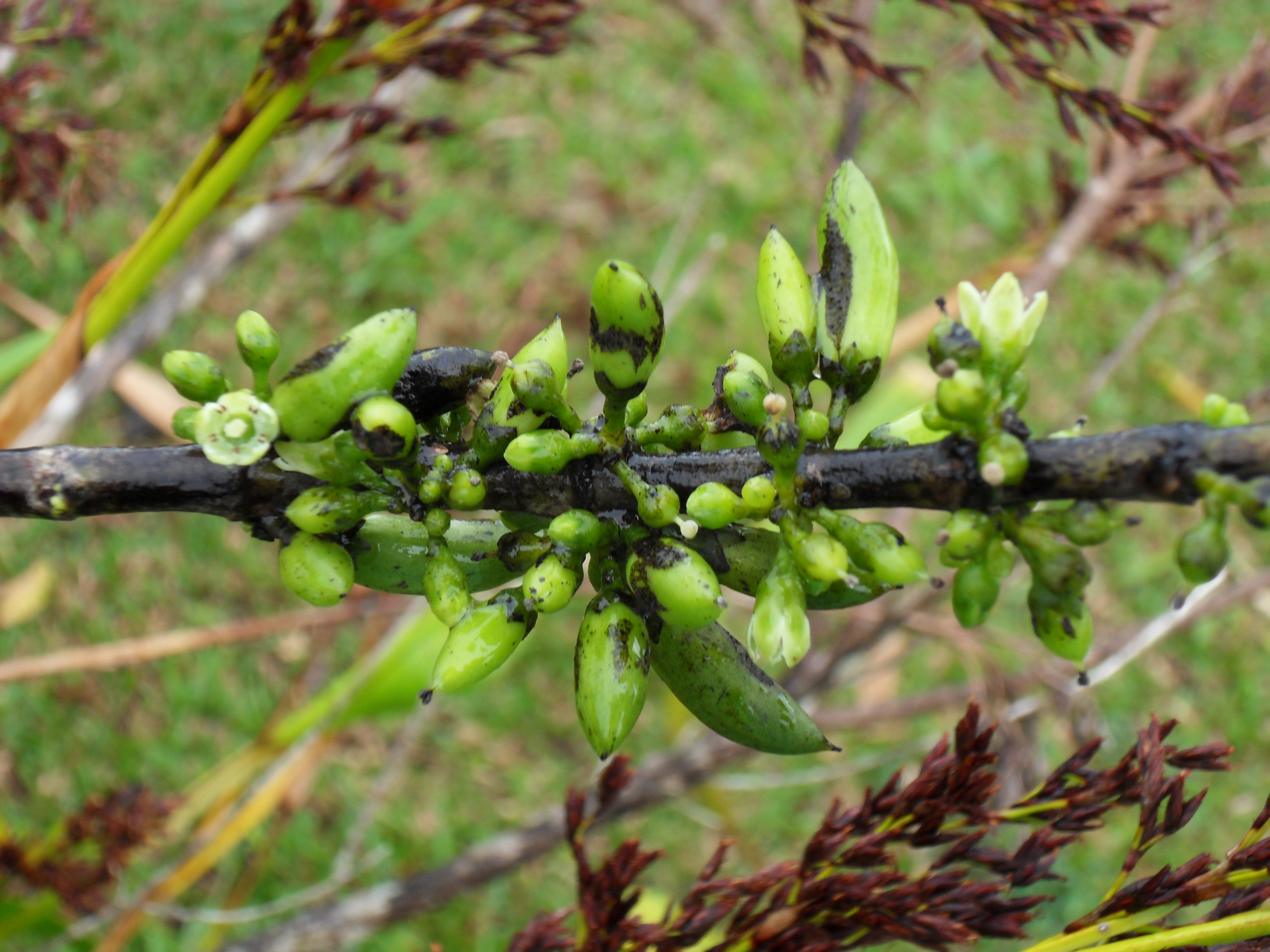
Boutons floraux, fleurs et jeunes fruits de bois de piment.